# リアデイルの大地にて
『リアデイルの大地にて』（リアデイルのだいちにて）は、Ceezによる日本のライトノベル。小説家になろうにて2010年11月から2012年12月まで連載された。Web版の続編として『砂塵の向こう側にて』（小説家になろうで連載）、『リアデイルの大地より』（カクヨムで連載）の2作品がある。その後、単行本がファミ通文庫（KADOKAWA）よりB6判のサイズで2019年1月から刊行された。イラストはてんまそが担当している。
メディアミックスとして、作画：月見だしお・構成：涼風涼によるコミカライズがウェブコミック配信サイトの『WEBデンプレコミック』にて2019年7月から連載開始し、同連載サイトの廃止に伴い後継の『電撃コミックレグルス』にて継続中。また、テレビアニメが2022年1月から3月まで放送された。

## あらすじ
事故で半身不随となり、病室で寝たきりとなっていた各務桂菜は、VRMMORPG『リアデイル』の中で遊ぶ日々を過ごしていた。しかし、ある時目を覚ますと、そこは自分が知っている『リアデイル』から200年が経過した世界で、さらに自身は『リアデイル』でのアバターであるケーナとなっていた。ログアウトも運営への連絡もできないまま混乱するケーナは、病院が停電になったことによって生命維持装置が停止し、桂菜の肉体が死亡したという事実をサポートAIから知らされる。

## 登場人物
声の項はテレビアニメ版の声優。

### 主人公
ケーナ / 各務 桂菜（）
声 - 幸村恵理
本作の主人公。元々はVRMMO「リアデイル」の中のキャラクターで、同ゲームの全スキルを習得した「スキルマスター」の一人で、リアデイル史上3番目だったためスキルマスターNo.3の称号を持つ。ゲーム内のレベルも通常の限界である1000を超え、転生時点で1100に達している（限界突破者）でGMとしての権限も与えられている。フェルスケイロ公国の「辺境の村」近くにある、通称「銀の塔」の持ち主。ゲーム内での種族はハイエルフ族（エルフ族の上位種族のため、事実上王族扱いされる）。「銀環の魔女」という二つ名も持つが、悪名なので気に入っていない。上位プレイヤーとしては18人のメンバー全員がGM権限を持つ限界突破者というギルド「くりーむちーず」に所属していた。ハイエルフとしての特性から森など緑の多い場所を歩いて草花を踏ん付けたり、薬草の採集や木材の伐採をすると「植物の悲鳴」が聞こえるため、転生してからは苦手。
リアルでは過去の事故によって寝たきりな上、生命維持されない状態では生きていけない身体だった。自らが遊んでいたゲームの時代から200年が経過した世界で目覚める（子供たちの認識では「200年間塔に引きこもっていた」ことになっている）。転生したものの特にやることもないため、他のスキルマスター達（ゲーム時代の仲間でもある）の痕跡をたどるべく各地を巡る旅に出るが、その旅先でいろいろな騒動に巻き込まれる。ルカと一緒に暮らすために引っ越しを考えるなど面倒見がよい。

### ケーナの関係者
キー
声 - 小田切優衣
ケーナのサポートAI。元々は寝たきりのケーナの周囲のシステム管理を行う目的で用意された。

オプス / オペケッテンシュルトハイマー・クロステットボンバー
魔人族の男性。スキルマスターNo.13。「リアデイル」におけるケーナの仲間の一人で、ケーナと同じくスキルマスターかつ限界突破者。本来の名前は無意味に長く言いにくいため、その名前で呼ばれることはまずない。性格は傲慢勝つ尊大。「リアデイルの孔明」と呼ばれる戦略家だが、あまりにも嫌らしい戦略で泣かされたプレイヤーの多くからは嫌われている。管理している塔はヘルシュペルの湖の中にあり「悪意と殺意の館」と呼ばれており、デストラップだらけ。挑戦者いわく「108の死に方を体験できる」とのこと。
第6巻で明らかになったことだが、本名は「九頭原凛（くずはら りん）」。リアルの性別は「女性」で、リアデイルのゲーム開発者。ケーナの叔父と知り合ったのは、ケーナの身体を何とかしようとした叔父が「悪魔召喚」に手を出しかけたのが切っ掛けなど、社会的にどんな立ち位置だったのかは未だに不明という謎の人物。

スカルゴ
声 - 小野大輔
エルフ族の男性。LV.300。ケーナが「リアデイル」内の通称「里子システム」で作り出したサブキャラ。通常はケーナの長男（第1子）扱い。フェルスケイロ公国の大司祭を務めている。普段こそ真面目で誠実、誇り高く威厳のある性格で、その実力もあってフェルスケイロの国民にも畏怖される存在なのだが、なぜか極度のマザコンに育ってしまい、ケーナのことが絡むと暴走しがち。母親至上主義な発言や奇行を連発してはケーナやマイマイに叱られる展開となる事が多い。ゲーム時代はネタ扱いだった“使い手の心理状態を表現する”というエクストラ・スキル「薔薇は美しく散る（オスカル）」を使いこなしており、演出が過剰気味。ケーナを「母上殿」と呼ぶ。
なお名前の由来はカタツムリから（カータツ・マイマイも同様）。

マイマイ
声 - 名塚佳織
エルフ族の女性。LV.300。同じく「里子システム」で作られたサブキャラの一人で、ケーナの長女（第2子）扱い。フェルスケイロ公国の王立学院の校長を務める。既婚者だが、現在の夫・ロプスの前にも隣国ヘルシュペルの商人・サカイ氏（故人）と結婚しており、子（ケーナにとっては孫）のケイリック（声 - 髙木朋弥）やケイリナ（声 - 田所あずさ）、ケイリックの息子である孫（ケーナにとっては曾孫）のイヅーク（声 - 八代拓）がいる。既婚者ではあるが国内での人気は高い。
スカルゴほどではないが、ケーナに甘えるのが大好き。スカルゴが暴走した際には実力行使で止めているが、結界を張っているとはいえ遠慮なしに魔法を使う喧嘩をしていたのでケーナに叱られた。ケーナを「お母様」と呼ぶ。
キャラメイク時に、仲間内で「お前の係累ではありえん」と断言され、ケーナより長身ではあるがスレンダーな容姿。ただし、漫画版では登場してすぐに巨乳に描かれるようになった。

ロプス・ハーヴェイ
声 - 小西克幸
男性。マイマイの夫で王立学院錬金学科の教授。一応貴族で、実家の男爵家はケーナが本拠地とした辺境の村周辺の土地の領主。実験の失敗により災害をもたらしたことがある。

カータツ
声 - 杉田智和
ドワーフ族の男性。LV.300。同じく「里子システム」で作られたサブキャラの一人で、ケーナの次男（第3子、末っ子）扱い。フェルスケイロ公国の王都に工房を構えている。ケーナの3人の子供の中では一番会いに行きやすい立場のため、ケーナが王都を訪れるとまずカータツの下を訪ねる事が多い。また3人の中では一番の常識人。ケーナを「おふくろ」と呼ぶが、再会時に初めてこう呼ばれたケーナは派手にズッコケた。
生産特化のスキルもちだが、スキルの習得が困難になった時代に合わせて生産技術体系を構築している。

ルカ
声 - 高尾奏音
ある出来事で壊滅した村で一人だけ生き残った少女。ケーナが引き取って養子にした。

ロクシリウス
声 - 森なな子
ケーナの召喚執事。通称ロクス。ゲームではLV550の猫人族の前衛型魔法戦士だったが、この世界では生活補助もできる万能執事。

ロクシーヌ
声 - 東城日沙子
ケーナの召喚メイド。通称シィ。LV550の猫人族の女性で後衛型魔法盗賊。ロクスと同じように万能メイドとなっている。

サイレン
オプスの所有する召喚メイド。LV550のエルフ女性で前衛近接型。ケーナたちと同居しケーナ家のメイド長に。プレイヤーに対してのイベント告知をオプスに押し付けられている。

クー
オプスの塔「悪意と殺意の館」を訪れたさいに、守護者から渡された書籍型ケースの中で眠っていた妖精。普段はケーナの髪の中などに隠れており、元プレイヤーにしか認識できなかった。オプスが付けた名があるだろうと考えていたが、ある日名前を付けたことで周囲に認識されるようになる。小さな体に反してエクシズやクオルケを蹴飛ばした際にはかなりのダメージを与えている。

### リアデイルの住人
マレール、リット、ルイネ
声 - 中村桜（マレール）、柳原かなこ（リット）、広瀬ゆうき（ルイネ）
辺境の村で宿屋を営む女将とその娘たち。普段の宿はマレールとリットで回しており、すでに結婚しているルイネは村人が呑みに集まる夕方から夜の時間帯に手伝っている。

エーリネ
声 - 前野智昭
コボルトの男性。キャラバンを率いて各地を巡る商人。辺境の村でケーナと知り合うが、能力の高さに反して常識を知らなすぎるケーナに貨幣の価値や一般的な相場を教える。店はフェルスケイロでもかなりの大店で会頭自ら外を回る必要はない。魔法のアイテムで、人の姿に化けることもできる同族の妻がいる。

アービタ
声 - 川田紳司
冒険者の男性。「炎の槍傭兵団」の団長。実は元フェルスケイロ騎士団の団長。仕事は手堅いが、一旦テンションが上がった際には、ケーナに模擬戦を挑んだこともある。キーによって何者かのデバフが掛かった状態だったとされたが、漫画版ではオプスの仕業とハッキリ描写されている。

ミミリィ
声 - 二ノ宮ゆい
人魚族の女性。元は海に住んでいたが、ある日目の前に現れた「黒い穴」に吸い込まれて地下水脈に迷い込んだ。辛うじて獲れる魚で食いつないでいたが、寂しさを紛らわそうと歌った歌声が反響して村に不気味な唸り声として響いていた。ケーナによって保護されて村に作った共同浴場と洗濯場の管理をすることとなる。実はリアデイル以外の世界から飛ばされてきたようで、元の世界には帰れないものと考えている。

アガイド、ロンティ
声 - 西村知道（アガイド）、阿部菜摘子（ロンティ）
フェルスケイロ宰相を務めるアルバレスト侯爵家の当主とその孫。城を抜け出したデン助の捜索をケーナに依頼した。
アガイドは豪快な人物で、デン助とケーナの追いかけっこを利用して賭けを催していた。ケーナの実力に目を付けて侯爵家の紋章入りのバッジ（水戸黄門の印籠的効果あり）を預ける。以降も部下に命じてケーナの動向を窺っている。
ロンティは王立学院で学ぶ学生。王族であるデン助やマイリーネに付き合わされる苦労人。

デン助（仮）
声 - 田村睦心
フェルスケイロの王子だが、やんちゃ盛りで城を抜け出しては街の子供たちと遊んでいる。アガイドからの依頼でケーナが追跡するが、同行していたロンティが「殿（下）…」としか言わなかったため、ケーナから「デン助」と命名される。自国の重要ポストの半分はケーナの身内と聞いて、一方的に怪しんでいる。

マイリーネ
声 - 高野麻里佳
フェルスケイロの王女でデン助の姉。スカルゴに好意を持っており、母である王妃からお見合いが持ち掛けられたため、ロンティを連れて城を抜け出した。ロンティからケーナに護衛を依頼したが、ケーナがスカルゴの母親とは知らなかった。

トライスト、アルナシィ
フェルスケイロの現国王夫妻でマイリーネとデン助（仮）の両親。中々にフランクな方たちでケーナとも意気投合。子育てに関して相談に乗った上、マイリーネのお古をルカにと譲ってくれた。

サハラシェード
オウタロクエスの女王で、プレイヤー・サハナの里子。サハナはハイエルフソサエティでケーナの妹分だったため、サハラシェードもケーナを「伯母」と認識している。なお、オウタロクエスは女王に宰相、騎士団長といった中枢部の多くが里子である。

### 守護神
守護者の塔にいる。塔の管理AIのような物で、持ち主からの魔力（MP）で活動する。塔の持ち主であったスキルマスターによってそれぞれデザインされた外見を持つ。
銀の塔の守護神
声 - 桑原由気
ケーナの所有する塔の守護神。崩れたレンガの壁に描かれた不細工な太陽を象った壁画の姿をしている。試練は「塔の階段を24時間登り続けること」で、仲間内では一番ぬるい試練と言われている。
ゲーム時代は事務的な応対だったが、200年ぶりに再会した際にはかなり口が悪くなっており、気分を害したケーナに破壊されそうになった。

闘技場の守護神
スキルマスターNo.9京太郎の所有する塔の守護神。もやもやしたのっぺらぼうの人型で言葉使いはごく普通。フェルスケイロ王都の闘技場自体が塔だが、ギルメンだったシャイニングセイバーやコーラルも知らなかった。試練は「自分自身のコピーと2対1で戦うこと」。

悪意と殺意の館の守護神
オプスの所有する塔の守護神。王冠とマントを纏ったスケルトンの女性で、尊大な語り口は所有者譲り。試練は前述の通り「内部のデストラップを突破すること」で、最初から合格させる気がない。

竜宮城の守護神
スキルマスターNo.6リオテークの所有する塔の守護神。ピンク色のカエル。

クジラの守護神
スキルマスターNo.2マーベルリアの所有する塔の守護神。大きな柱時計と木人形だが、柱時計が本体。文字盤の上にある小さな窓から飛び出す黄色い小鳥が出たり入ったりしながらしゃべる。試練は塔の本体であるクジラを釣り上げること。

巨大亀の守護神
スキルマスターNo.2九条の所有する塔の守護神。全身金張りのファンキーな仏像。巨大な亀の甲羅の上に放送局の様な建物と、クイズバラエティ番組のスタジオの様な部屋がある。試練は「リアデイルとリアル含む100問クイズ」100問中80問正解でクリアだが、その前に20問ハズレると塔の外に放り出される。オウタロクエス首都に接近してきた際に、隠れ鬼とエクシズ、クオルケが挑戦したが、ゲーム知識の浅いクオルケが脱落し隠れ鬼とエクシズでギリクリアした。

### 元プレイヤー
リアデイルのサービス終了までプレイを続けていたら、気が付くとリアデイルの世界にいたという面々。現れた時期はまちまちだが、作中の2年ほど前に現れたエクシズやクオルケはアイテムボックス内のお金が使えるとは気づかず、酒場で下働きやウエイトレスのバイトしたりと苦労した。エルフやドワーフといった長命種以外のプレイヤーは現れた時期によって外見がかなり変化している。
8巻において発表された『旧茶国結界から漏れ出すモンスターを討伐せよ』という大規模クエストによって各地に散在していた者たちが集結しつつある。
シャイニングセイバー
声 - 保村真
竜人族の男性。Lv.427。フェルスケイロ公国騎士団長。3年ほど前に王国の禁足地に現れて騎士団に連行され、アービタに騎士見習いとして鍛えられた末に騎士団長を引き継いだ。性格は朴念仁気味で、さほど意識せずケーナを馬上で膝に乗せたりしたことから、部下たちに「団長にも春が来た?」と誤解されている。
ゲーム時代はスキルマスターの一人・京太郎がマスターをしていたギルド「銀月の騎馬」のサブマスターをしていた。

コーラル
声 - 熊谷健太郎
冒険者の男性。Lv.392。こちらに来て既に10年ほど経過していて「凱旋の鎧」というパーティに所属している。
ゲーム時代はスキルマスターの一人・京太郎がマスターをしていたギルド「銀月の騎馬」に所属していた。

エクシズ
声 - 木島隆一
灰色の竜人族。Lv.630。アバター名が「Xxxxxxxxxxxx」となっており、エックスズを略してエクシズと呼ばれている。実はこのアバターは戦士職をやりたくて作ったサブキャラで、ゲーム時代は魔法職のエルフ族として「タルタロス」という名のアバターで活動していた。ケーナやオプスとは同僚ギルメンで、メインキャラの名を捩って「タルタルソース」や「樽タロス」などと呼ばれていた。当時は常識人枠だったが、変人ぞろいのギルドでトラブルに巻き込まれないようにしていたとのこと。

クオルケ
声 - 堀江瞬
冒険者の女性。Lv.430。エクシズと共に行動している。実はリアルの性別は男性であり、アバターの性別が現実になってしまった人。普段から「自分は女だ」と自己暗示をかけていなければ素が出やすく、自分の身体にもようやく馴れたという状態で、他の女性の裸となると意識してテンパった末に目を回して気絶してしまう。オウタロクエスで謁見するためにメイド軍団にドレスアップされた際にも恥ずかしさで真っ赤になっていたが、着せられたドレスは似合っており、エクシズ曰く「中身を知らなければ惚れていた」とのこと。

コイローグ
声 - 森久保祥太郎
魔人族の男性。Lv.432。ヘルシュペルを荒らし回っていた盗賊団の頭目。アバターの見た目は青年だが、リアルの実年齢は未成年だった模様。リアデイルの現実化に気付いておらず、ゲームの延長として「ヒール（悪役）プレイ」をしていた所をケーナに叩きのめされる。ゲームと現実の区別がついていなかったからとはいえ、元プレイヤーとしての規格外の実力を子供の身勝手さで暴虐的に振るっていた行為を危険視したケーナに殺されかけるも、ケイリナの説得で助命され、ケーナの「隷属の首輪」でステータスを封じられた末にヘルシュペル騎士団に捕らえられる。高レベル故の基礎HPの高さのせいで処刑することも出来ず、鉱山送りになっていた。死刑になって当然の行いをしていたことに落ち込んでいたが、気を取り直して改心し、害がないことを認めたケイリナによってヘルシュペル騎士団にスカウトされ、隷属の首輪も外してもらった。プレイヤースキルは低く、実力の割に身体の使い方が拙すぎるとケイリナからは評されている。

隠れ鬼（）
スキルマスターNo.12。限界突破はしておらず、Lvは800台。リアデイルは老後の趣味で始めたという老人で、仲間内でもおじいちゃんと呼ばれていた。里子システムで課金までして108人の「妹」を作った。リアデイルの世界に来てから再婚しており、前妻に先立たれたことに対する反省から家庭を大事にしている。

イェーガー
「野心神殿」と呼ばれるダンジョンの周囲にできた村で道具屋を営む男性。Lvは800台。ゲーム時代は「銀時計」というギルドのリーダーをしていた。リアデイルの世界で結婚しており、道具屋になったのもその流れ。

アーク
フェルスケイロ近衛騎士の女性。エクシズの実姉だが、お互いにリアデイルに来ているとは知らなかった。こちらに来る直前に掛かったトラップによってアバターネームが中二的な字面になっている。

## 既刊一覧

### 小説
- Ceez（著）・てんまそ（イラスト） 『リアデイルの大地にて』 KADOKAWA〈ファミ通文庫〉、既刊8巻（2022年1月28日現在）
  1. 2019年1月30日初版発行（同日発売[10]）、ISBN 978-4-04-735469-2
  2. 2019年5月30日初版発行（同日発売[11]）、ISBN 978-4-04-735640-5
  3. 2019年10月30日初版発行（同日発売[12]）、ISBN 978-4-04-735802-7
  4. 2020年3月30日初版発行（同日発売[13]）、ISBN 978-4-04-736050-1
  5. 2020年8月28日初版発行（同日発売[14]）、ISBN 978-4-04-736220-8
  6. 2021年2月27日初版発行（同日発売[15]）、ISBN 978-4-04-736509-4
  7. 2021年8月30日初版発行（同日発売[16]）、ISBN 978-4-04-736702-9
  8. 2022年1月28日初版発行（同日発売[17]）、ISBN 978-4-04-736929-0

### 漫画
- Ceez（原作）・てんまそ（キャラクター原案）・月見だしお（漫画）・涼風涼（構成） 『リアデイルの大地にて』 KADOKAWA〈電撃コミックスNEXT〉、既刊7巻（2024年12月26日現在）
  1. 2020年3月27日初版発行（3月26日発売[18]）、ISBN 978-4-04-912939-7
  2. 2020年8月27日初版発行（8月26日発売[19]）、ISBN 978-4-04-913363-9
  3. 2021年4月27日初版発行（4月26日発売[20]）、ISBN 978-4-04-913759-0
  4. 2022年1月8日初版発行（同日発売[21]）、ISBN 978-4-04-914115-3
  5. 2022年11月26日初版発行（11月25日発売[22]）、ISBN 978-4-04-914725-4
  6. 2023年10月27日発売[23]、ISBN 978-4-04-915355-2
  7. 2024年12月26日発売[24]、ISBN 978-4-04-916034-5

## 評価
BOOK☆WALKERによる「次のヒット作はこれだ！ 新作ラノベ総選挙2019」新文芸・ブックス部門では4位を獲得している。『ラノベ好き書店員大賞2020』の単行本部門で第1位となったほか、同年8月にシリーズ累計部数が15万部を突破した。2023年10月時点でシリーズ累計部数は120万部を突破している。

## テレビアニメ
2021年2月にアニメ化が発表され、2022年1月から3月までTOKYO MXほかにて放送された。

### スタッフ
- 原作 - Ceez[30]
- 原作協力 - 和田寛正
- 原作イラスト・キャラクター原案 - てんまそ[6]
- 監督 - 柳瀬雄之[30]
- シリーズ構成・脚本 - 筆安一幸[30]
- キャラクターデザイン - 舛舘俊秀、小島えり、出口花穂[30]
- 美術監督 - 松田百合、柴田聡
- 色彩設計 - 渡辺亜紀
- 撮影監督 - 野村雪菜
- 編集 - 小峰博美
- 3DCGディレクター - 杉本達彦
- 音響監督 - 土屋雅紀[6]
- 音響効果 - 中島勝大
- 音楽 - 夢見クジラ[6]
- 音楽制作 - Lantis
- 音楽プロデューサー - 臼倉竜太郎
- プロデューサー - 新井孝介、佐藤晴美、梅田正勝、黒須信彦、吉江輝成、日比隆博
- アニメーションプロデューサー - 向井悠樹
- アニメーション制作 - MAHO FILM[30]
- 製作 - リアデイル製作委員会[6]

### 主題歌
「Happy encount」
TRUEによるオープニングテーマ。作詞は唐沢美帆（TRUEの別名義）、作曲は成本智美、編曲はトミタカズキ。
「箱庭の幸福」
田所あずさによるエンディングテーマ。作詞は大木貢祐、作曲・編曲は神田ジョン。
「Mother of Pearl」
ミミリィ（二ノ宮ゆい）による挿入歌。作詞は大木貢祐、作曲・編曲は夢見クジラ。

### 各話リスト
| 話数   | サブタイトル                               | 絵コンテ     | 演出       | 作画監督                                                               | 総作画監督                 | 初放送日      |
| ------ | ------------------------------------------ | ------------ | ---------- | ---------------------------------------------------------------------- | -------------------------- | ------------- |
| 第1話  | 宿屋と、塔と、熊と、宴会                   | 柳瀬雄之     | 柳瀬雄之   | 柳瀬雄之                                                               | 出口花穂                   | 2022年 1月5日 |
| 第2話  | 怪我人と、王都と、息子たちと、鬼ごっこ     | アミノテツロ | 日下直義   | 柳瀬雄之 出口花穂 大場優子 関口雅浩 雨宮英雄 飯飼一幸 舛舘俊秀         | 出口花穂 大場優子 舛舘俊秀 | 1月12日       |
| 第3話  | 娘と、闘技場と、爆走と、アッパーカット     | 大久保富彦   | 大久保富彦 | 大久保富彦 出口花穂 大場優子 飯飼一幸                                  | 出口花穂 大場優子 舛舘俊秀 | 1月19日       |
| 第4話  | 息子と、喧嘩と、旅と、野盗                 | 杉島邦久     | 斉藤弘史   | 岡野幸男                                                               | 出口花穂                   | 1月26日       |
| 第5話  | 孫息子と、孫娘と、曾孫と、砦               | 大藪恭平     | 大藪恭平   | 出口花穂 大場優子 関口雅浩 舛舘俊秀                                    | 出口花穂 大場優子 舛舘俊秀 | 2月2日        |
| 第6話  | ロックゴーレムと、頭目と、ガイコツと、妖精 | 柳瀬雄之     | 柳瀬雄之   | 柳瀬雄之                                                               | 出口花穂                   | 2月9日        |
| 第7話  | 熊狩りと、王女と、お風呂と、怪獣           | 大藪恭平     | 又野弘道   | 飯飼一幸 松下清志                                                      | 出口花穂                   | 2月16日       |
| 第8話  | 戦闘と、勝利と、会話と、情報               | 羽原久美子   | 日下直義   | 出口花穂 大場優子 関口雅浩 青木真理子 舛舘俊秀 BigOwl                  | 出口花穂 大場優子 舛舘俊秀 | 2月23日       |
| 第9話  | 再訪と、人魚と、誤解と、ゾンビ             | 大久保富彦   | 大久保富彦 | 大久保富彦 出口花穂 大場優子 関口雅浩                                  | 出口花穂 大場優子          | 3月2日        |
| 第10話 | 執事と、幽霊船と、養子と、竜宮城           | 杉島邦久     | 高橋雅和   | 岡野幸男 柳瀬譲二                                                      | 出口花穂 大場優子          | 3月9日        |
| 第11話 | 紹介と、馬車と、メイドと、引っ越し         | 萩原洋子     | 日下直義   | 出口花穂 大場優子 関口雅浩 青木真理子 大槻ちえ 舛舘俊秀 RadPlus 曹建偉 | 出口花穂 大場優子 舛舘俊秀 | 3月16日       |
| 第12話 | 移住と、建築と、飛行と、大地               | 柳瀬雄之     | 柳瀬雄之   | 柳瀬雄之                                                               | 出口花穂 大場優子 舛舘俊秀 | 3月23日       |

### 放送局
| 放送期間               | 放送時間                     | 放送局     | 対象地域 | 備考                                 |
| ---------------------- | ---------------------------- | ---------- | -------- | ------------------------------------ |
| 2022年1月5日 - 3月23日 | 水曜 23:30 - 木曜 0:00       | TOKYO MX   | 東京都   |                                      |
| 2022年1月6日 - 3月24日 | 木曜 0:00 - 0:30（水曜深夜） | サンテレビ | 兵庫県   | 製作参加                             |
|                        | 木曜 0:30 - 1:00（水曜深夜） | KBS京都    | 京都府   |                                      |
|                        |                              | BS日テレ   | 日本全域 | BS放送 / 『アニメにむちゅ〜』枠      |
|                        | 木曜 21:30 - 22:00           | AT-X       | 日本全域 | CS放送 / 字幕放送 / リピート放送あり |

インターネットでは、2022年1月5日23時よりdアニメストアにて独占・地上波先行配信され、その他の配信サービスでは放送終了後に配信が実施される。また、海外向けにCrunchyroll・ANIPLUSからも配信される。

### BD / DVD
| 巻 | 発売日        | 収録話         | 規格品番  | 規格品番   |
| 巻 | 発売日        | 収録話         | BD        | DVD        |
| -- | ------------- | -------------- | --------- | ---------- |
| 1  | 2022年3月30日 | 第1話 - 第4話  | KAXA-8261 | KABA-11131 |
| 2  | 2022年4月27日 | 第5話 - 第8話  | KAXA-8262 | KABA-11132 |
| 3  | 2022年5月25日 | 第9話 - 第12話 | KAXA-8263 | KABA-11133 |

### Webラジオ
『リアデイルのラジオにて』が、YoutubeのKADOKAWAアニメチャンネルにて2021年12月29日にプレ配信の後、2022年1月5日より毎週水曜日配信。パーソナリティはケーナ役の幸村恵理。